# Friedrich Boie
Friedrich Boie (4/6/1789 – 3/5/1870) là một nhà côn trùng học, bò sát học, điểu học kiêm luật sư người Đức. Ông sinh ra tại Meldorf ở Holstein và mất tại Kiel. Friedrich Boie là anh trai của nhà độngvật học Heinrich Boie (1794-1827).
Năm 1860 Friedrich Boie được bầu làm viện sĩ Viện Hàn lâm Khoa học Leopoldina của Đức.
Friedrich Boie là tác giả của Bemerkungen über Merrem's Versuch eines Systems der Amphibien (Bình luận về các cố gắng của Merrem trong phân loại động vật lưỡng cư) và Auszüge aus dem System der Ornithologie (Các trích đoạn từ hệ thống điểu học).
Friedrich Boie là tác giả của vài loài và chi chim mới, bao gồm chi chim ruồi Glaucis, én Progne, phường chèo Minivet, sẻ Lipaugus, cú Athene (hù) và cu cu Chrysococcyx (tìm vịt). Bên cạnh đó, hai anh em ông làm việc cùng nhau đã mô tả khoảng 50 loài bò sát mới.
Loài tắc kè Ấn Độ Cnemaspis boiei được đặt tên là để vinh danh Friedrich Boie hoặc em trai ông Heinrich Boie.

## Một số tác phẩm
- "Ueber Classification, insonderheit der europäischen Vögel". Isis von Oken. Quyển 10/11. 1822. tr. 545–564. (Về phân loại chi tiết chim châu Âu)
- "Generalübersicht der ornithologischen Ordnungen, Familien und Gattungen". Isis von Oken. Quyển 19. 1826. tr. 969–981. (Tổng quan về các bộ, họ và chi chim)
- "Bemerkungen über Merrem's Versuch eines Systems der Amphibien". Isis von Oken. Quyển 20. 1827. tr. 508–566. (Bình luận về các cố gắng của Merrem trong phân loại động vật lưỡng cư)
- "Bemerkungen über mehrere neue Vogelgattungen". Isis von Oken. Quyển 21. 1828. tr. 312–329. (Bình luận về một vài loài chim mới)
- "Über eine noch nicht beschriebene Art von Cordylus Gronov. Cordylus cataphractus Boie". Nova acta physico-medica Academiae Caesareae Leopoldino-Carolinae Naturae Curiosum. Quyển 14 số 1. 1828. tr. 137–142. (Về loài chưa được mô tả của chi Cordylus Gronov. Cordylus cataphractus Boie)
- "Bemerkungen über Spezies und einige ornithologische Familien und Sippen". Isis von Oken. Quyển 24. 1831. tr. 538–548. (Bình luận về loài và một số họ và nhánh chim)
- "Über die Mittheilung, dass Cynegetis globosa und Epilachna chrysomelina sich nicht von Blattläusen ernähren". Entomologische Zeitung. Quyển 2 số 5. 1841. tr. 79–80. (Về tin cho rằng Cynegetis globosa và Epilachna chrysomelina không ăn rệp vừng)
- "Über das Aufstecken der Insecten". Entomologische Zeitung. Quyển 3 số 1. 1842. tr. 22–24. (Về sắp xếp côn trùng)
- "Nekrolog Graf Carl zu Rantzau". Entomologische Zeitung. Quyển 8 số 5. 1848. tr. 129. (Cáo phó bá tước Carl xứ Rantzau)